# Esther Freud

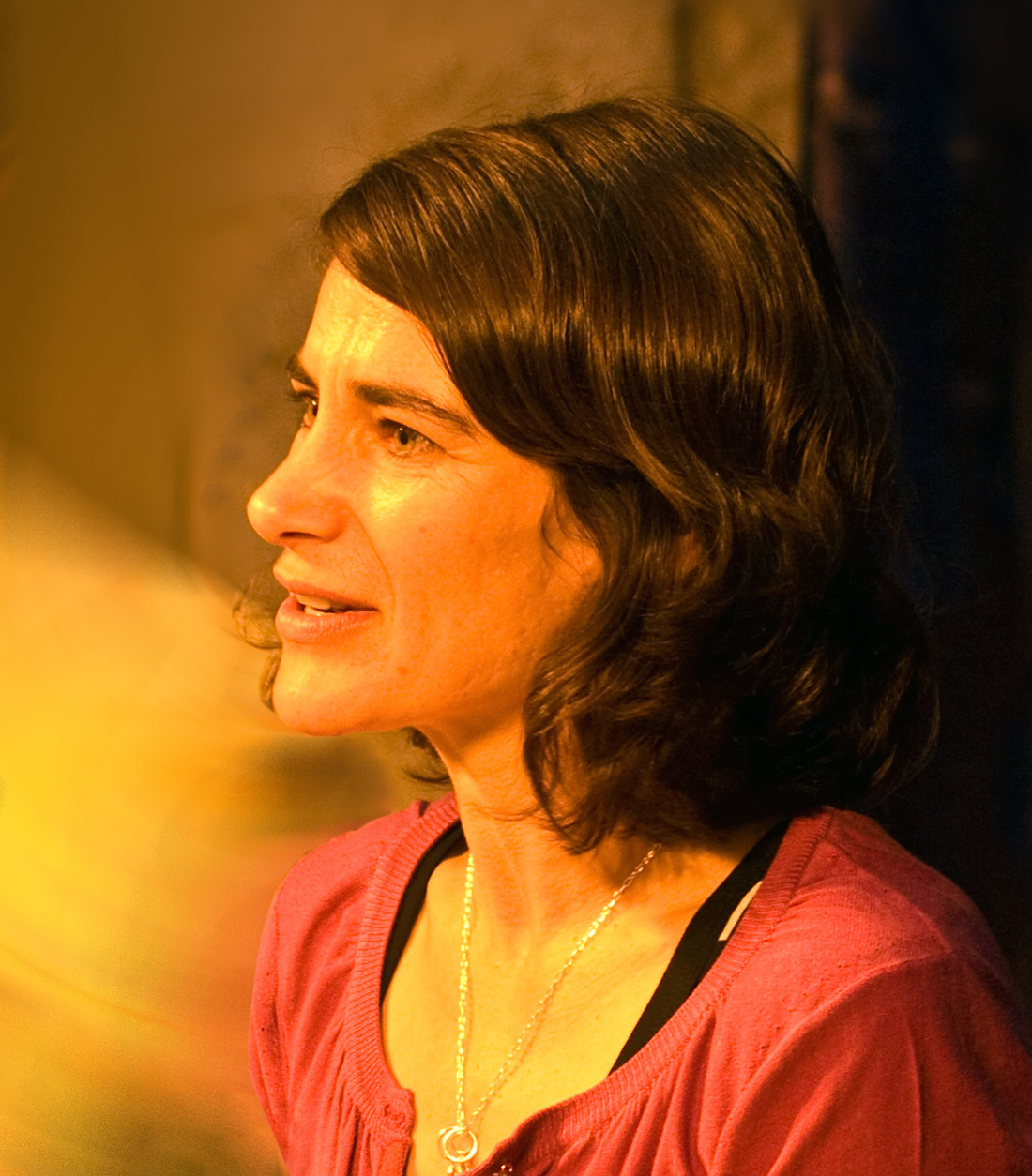
Esther Freud, 2008

Esther Freud (geboren 2. Mai 1963 in London) ist eine britische Schriftstellerin.

## Leben
Esther Freud ist eine von zwei unehelichen Töchtern der Bernardine Coverley und des Malers Lucian Freud, über Lucian Freud hat sie noch zwölf verbürgte Halbgeschwister. Sie gilt in Großbritannien als eine der bedeutendsten Schriftstellerinnen ihres Jahrgangs (Granta Liste von 1993). Ihre Romane wurden in 15 Sprachen übersetzt. In ihren teilweise autobiographischen Romanen spielen häufig Heimatverlust und Heimatlosigkeit eine zentrale Rolle. Immer wieder umkreisen sie den frühen Verlust des Vaters und handeln von dem Versuch, erneut Halt und Geborgenheit zu finden. In ihrem dritten Roman Sommer in Gaglow setzt sie sich mit den Folgen erzwungener Emigration auseinander, in der sich ein Stück eigener Familiengeschichte spiegelt.
Ihr autobiographisch geprägtes Erstlingswerk Marrakesch handelt von einer Hippiemutter, die in den späten 1960ern mit ihren beiden Töchtern aus dem grauen London ins vielversprechende Marrakesch zieht. Erzählt wird aus der Sicht einer Fünfjährigen, die das wilde, freie Leben in Nordafrika und die von der Mutter propagierte antiautoritäre Erziehung schildert, mit der es die beiden Kinder nicht immer leicht haben. Ebenso steht im Zentrum die Sehnsucht nach dem Vater bzw. einer Vaterfigur. 1998 wurde dieser Roman unter dem gleichnamigen Titel Marrakesch erfolgreich verfilmt.
Freuds zweites Buch Blaues Wunder handelt von einer Schauspielschülerin, die hin- und hergerissen ist zwischen der Sehnsucht nach Anerkennung und dem Gefühl, nirgends richtig dazuzugehören.
Esther Freud war mit dem britischen Schauspieler David Morrissey verheiratet, von dem sie sich 2020 trennte. Sie lebt in London und Southwold, Suffolk.

## Werke (Auswahl)
- Marrakesch : Roman. Übersetzung Anke Knefel. Goldmann, München 1995, ISBN 978-3-442-42296-8
  - Marrakesch (1998), verfilmt mit Kate Winslet
- Blaues Wunder. Übersetzung Maria Mill. Goldmann, München 1996 (1993), ISBN 3-442-42542-5
- Sommer in Gaglow. Übersetzung Karin Kersten. Hoffmann und Campe, Hamburg 1998, ISBN 3-455-02056-9
- Wildland. Übersetzung Chris Hirte. Ullstein, Berlin 2000, ISBN 3-89834-026-0
- Das Haus am Meer. Übersetzung Anke und Eberhard Kreutzer. Bloomsbury Berlin, Berlin 2005, ISBN 3-8270-0544-2
- Liebe fällt : Roman. Übersetzung Anke und Eberhard Kreutzer. Bloomsbury Berlin, Berlin 2008, ISBN 978-3-82700-761-2
- Große Besetzung : Roman. Übersetzung Anke und Eberhard Kreutzer. Bloomsbury Berlin, Berlin 2012, ISBN 	978-3-82701-053-7
- Mein Jahr mit Mr Mac. Übersetzung Anke und Eberhard Kreutzer. Berlin Verlag, München – Berlin 2016, ISBN 978-3-8270-1268-5
- I Couldn’t Love You More. Bloomsbury, London 2021, ISBN 978-1-5266-2991-3.